# Karbamazepin
A karbamazepin kémiailag a triciklikus antidepresszánsokkal, farmakológiailag a fenitoinnal rokon vegyület.

## Hatása
A karbamazepin stabilizálja a hyperexcitalt idegsejt membránokat, gátolja az ismételt neuronális kisüléseket és csökkenti az excitatoros impulzusok szinaptikus terjedését. Valószínűleg ezért a hatásért elsősorban a nátrium-függő akciós potenciálok ismétlődő kisülésének gátlása felelős a depolarizált neuronokban, ami a nátrium csatornák frekvencia ill. feszültség függő gátlásával történik.
A karbamazepin  görcsgátló tulajdonságáért főleg a glutamát-felszabadulás csökkentése és az idegsejt-membrán stabilizálása, addig antimaniás hatásáért a dopamin és noradrenalin turnover csökkentése lehet felelős.
A karbamazepin központi támadáspontú antiepilepticum, mely főként görcsgátló, amellett anticholinerg, nyugtató és antidepressiv, valamint antidiuretikus tulajdonságokkal is rendelkezik. Alkalmazható monotherapiaban és más görcsgátló szerekkel kombinálva. A karbamazepin a fenitoinhoz hasonlóan a szinaptikusátvezetést bénítja és ezáltal csökkenti a görcskeltő potenciál tovaterjedését. Nagyobb koncentrációban csökkenti aposttetanias facilitatiot. Az esetek többségében idiopathiás trigeminusneuralgiaban gátolja a fájdalomrohamokat, ami valószínűleg a spinalis trigeminus ganglion synaptikus ingerület átvezetésének bénításával jön létre. Alkoholelvonási szindromában emeli a csökkent görcsküszöböt, és ezáltal mérsékeli a rohamok bekövetkeztének veszélyét, az elvonási tüneteket. Mérsékli a különböző epilepsiás betegségeket kísérő psychés és vegetativ tüneteket. Antiepileptikumként aktivitásának spektruma széles: parciális rohamok (szimplex és komplex) szekunder generalizációval vagy anélkül; generalizált clonusos-tonusos görcsök, valamint ezen rohamok kombinációi.
Diabetes insipidusban kifejezetten csökkenti a vizelet mennyiségét és enyhíti a szomjúságérzetet. Bizonyított klinikai hatása van mania kezelésében, valamint a maniás-depressiv (bipolaris) zavarok megelőzésében
A VIII. Magyar Gyógyszerkönyvben  Carbamazepinum     néven hivatalos.  

## Gyógyszerkölcsönhatásai
A karbamazepin több lebontó enzim termelődését fokozza, pl.CYP450, így néhány gyógyszer lebontását elősegíti. Ezek hatását csökkenti a készítmény, pl.:  warfarin (Coumadin), phenytoin (Dilantin), theophylline, és valproinsav (Depakote, Depacon)
Más, hasonló hatású, tehát epilepszia ellen használt, illetve görcsoldó gyógyszer hatását viszont erősíti, pl.: Rivotril, Phenobarbital - ezekkel a gyógyszerekkel mégis kombinálják néha a karbamazepint, viszont a kezelés elején csak kis adagokat szoktak alkalmazni.

## Mellékhatások
A karbamazepint a 70-es évek óta alkohol elvonási tüneteinek csökkentésére is használják, így viszont érthető, hogy alkohollal egymás hatását erősen fokozzák! Alkohollal fogyasztva, hallucinációkat, eszméletvesztést, mély alvást okozhat, ezért együttes fogyasztásuk tilos.
Önmagában is okozhat fejfájást, víziókat, mozgáskoordinációs zavarokat, vérnyomáscsökkenést.
Ezek a mellékhatások átmenetiek, viszont a karbamazepin éveken át tartó szedése esetén a vérkép általában megváltozik, a vérlemezkék száma csökken, a vörösvértestek deformálódnak. Ezért a szakirodalomban javasolják évenkénti vérkép kontroll vizsgálat elvégzését.
A karbamazepin a vér nátriumszintjét tartós használat esetén szintén csökkenti, ezzel alacsony vérnyomást okoz.

## Készítmények
- Neurotop
- Tegretol
- Timonil
- Telesmin
- Calespin
- Carbama
- Equetro
- Epitol
- Teril
- Amizepin - Lengyelország
- Hermolepsin - Svédország